# Ninurta-kudurri-usur II
Ninurta-kudurri-usur II – drugi król Babilonii z tzw. dynastii E, syn i następca jej założyciela Nabu-mukin-apli. Panował jedynie przez 8 miesięcy w 944 r. p.n.e.